# إنقاذ السيد بانكس
إنقاذ السيد بانكس (بالإنجليزية: Saving Mr. Banks)‏ هو فيلم سيرة ذاتية ودراما أمريكي قادم 2013 من إخراج جون لي هانكوك وسيناريو من تأليف كيلي مارسيل. الفيلم من بطولة إيما تومسون وتوم هانكس إضافة إلى بول جياماتي وجيسن شوارتزمن وبرادلي ويتفورد وكولين فاريل. اسم الفيلم مأخوذ من إحدى شخصيات روايات «ماري بوبينز». يدور أحداثه حول إنتاج فيلم ماري بوبينز (1964)، حيث يصور الكاتبة باميلا ليندون ترافرز (تومسون) وهي في لوس أنجلوس لمدة أسبوعين وفي أثناء ذلك يحاول صانع الأفلام والت ديزني (هانكس) إقناعها بإعطائه حقوق عمل فيلم عن رواياتها. من المقرر صدوره في 20 ديسمبر، 2013.
حضي إنقاذ السيد بانكس بالعرض العالمي الأول في مهرجان لندن السينمائي في 20 أكتوبر 2013، حيث تلقى مرجعات إيجابية جداً من النقاد، الذين مدحوا الإخراج والتمثيل (خصوصاً إيما تومسون وتوم هانكس) والسيناريو.

## روابط خارجية
- الموقع الرسمي
- إنقاذ السيد بانكس على موقع IMDb (الإنجليزية)
- إنقاذ السيد بانكس على موقع ميتاكريتيك (الإنجليزية)
- إنقاذ السيد بانكس على موقع الموسوعة البريطانية (الإنجليزية)
- إنقاذ السيد بانكس على موقع روتن توميتوز (الإنجليزية)
- إنقاذ السيد بانكس على موقع نتفليكس (الإنجليزية)
- إنقاذ السيد بانكس على موقع قاعدة بيانات الأفلام العربية
- إنقاذ السيد بانكس على موقع ألو سيني (الفرنسية)
- إنقاذ السيد بانكس على موقع Turner Classic Movies (الإنجليزية)
- إنقاذ السيد بانكس على موقع أول موفي (الإنجليزية)
- إنقاذ السيد بانكس على موقع بوكس أوفيس موجو (الإنجليزية)
- إنقاذ السيد بانكس في قاعدة بيانات الأفلام العربية